# Neston, Wiltshire
Neston är en ort i Storbritannien.   Den ligger i grevskapet Wiltshire och riksdelen England, i den södra delen av landet, 140 km väster om huvudstaden London. Neston ligger 119 meter över havet och antalet invånare är 15 352.
Terrängen runt Neston är huvudsakligen platt, men västerut är den kuperad.Runt Neston är det ganska tätbefolkat, med 239 invånare per kvadratkilometer. Närmaste större samhälle är Bath, 11,9 km väster om Neston. Trakten runt Neston består till största delen av jordbruksmark.